# Saison 2019-2020 du Montpellier Hérault Rugby
Cette page présente la saison 2019-2020 du Montpellier Hérault Rugby en Top 14 et en Coupe d'Europe.

## Entraîneurs
- Xavier Garbajosa (manager)
- Nathan Hines (avants)
- Pierre-Philippe Lafond (avants)
- Ian Vass (défense, jusqu'au 6 janvier 2020)
- Jean-Baptiste Élissalde (défense, à partir du 7 janvier 2020)
- Richie Gray (jeu au sol)
- Julien Tomas (skills)

## La saison
La saison est marquée par une suspension du championnat à partir du 13 mars après le début de la propagation de la pandémie de Covid-19 en France. Le 30 avril, la LNR propose l'arrêt définitif du championnat, après une réunion extraordinaire organisée la veille avec tous les membres du bureau exécutif et les présidents de clubs. Par conséquent, le titre national n'est pas attribué et aucune promotion, ni relégation n'est promulguée, à l'issue de cette édition ; la décision est définitivement approuvée par le comité directeur de la LNR le 2 juin.

## Effectif
| Nom                     | Poste                    | Naissance         | Nationalité sportive | Sélections | Dernier club         | Arrivée au club (année) |
| ----------------------- | ------------------------ | ----------------- | -------------------- | ---------- | -------------------- | ----------------------- |
| Mikheil Nariashvili     | Pilier                   | 25 mai 1990       | Géorgie              |            | RC Aia               | 2010                    |
| Davit Kubriashvili      | Pilier                   | 3 décembre 1986   | Géorgie              |            | Stade Français Paris | 2015                    |
| Jannie du Plessis       | Pilier                   | 16 novembre 1982  | Afrique du Sud       |            | Sharks               | 2015                    |
| Grégory Fichten         | Pilier                   | 13 août 1990      | France               | -          | RC Narbonne          | 2016                    |
| Antoine Guillamon       | Pilier                   | 4 juin 1991       | France               | -          | US Oyonnax           | 2016                    |
| Mohamed Haouas          | Pilier                   | 9 mars 1994       | France               | -          | Formé au club        | 2017                    |
| Daniel Brennan          | Pilier                   | 23 septembre 1998 | France               | -          | Stade toulousain     | 2018                    |
| Ushangi Tcheishvili     | Pilier                   | 29 août 1997      | Géorgie              | -          | RC Aia               | 2018                    |
| Levan Chilachava        | Pilier                   | 17 août 1991      | Géorgie              |            | RC Toulon            | 2018                    |
| Lizo Gqoboka            | Pilier                   | 24 mars 1990      | Afrique du Sud       |            | Blue Bulls           | 2019                    |
| Johannes Jonker         | Pilier                   | 22 août 1994      | Afrique du Sud       | -          | Lions                | 2019                    |
| Bismarck Du Plessis     | Talonneur                | 22 mai 1984       | Afrique du Sud       |            | Sharks               | 2015                    |
| Youri Delhommel         | Talonneur                | 6 mars 1996       | France               | -          | RC Massy             | 2018                    |
| Guilhem Guirado         | Talonneur                | 17 juin 1986      | France               |            | RC Toulon            | 2019                    |
| Bastien Chalureau       | 2e ligne                 | 13 février 1992   | France               | -          | Stade toulousain     | 2019                    |
| Jacques du Plessis      | 2e ligne                 | 12 août 1993      | Afrique du Sud       | -          | Bulls                | 2015                    |
| Paul Willemse           | 2e ligne                 | 13 novembre 1992  | France               |            | FC Grenoble          | 2015                    |
| Nico Janse van Rensburg | 2e ligne                 | 6 mai 1994        | Afrique du Sud       | -          | Bulls                | 2016                    |
| Konstantin Mikautadze   | 2e ligne                 | 1er juillet 1991  | Géorgie              |            | RC Toulon            | 2016                    |
| Jimi Maximin            | 2e ligne                 | 3 avril 1999      | France               |            | Formé au club        | 2017                    |
| Julien Le Devedec       | 2e ligne                 | 4 juin 1986       | France               |            | CA Brive             | 2018                    |
| Fulgence Ouedraogo      | 3e ligne aile            | 21 juillet 1986   | France               |            | Formé au club        | 2004                    |
| Kélian Galletier        | 3e ligne aile            | 18 mars 1992      | France               |            | Formé au club        | 2011                    |
| Julien Bardy            | 3e ligne aile            | 3 avril 1986      | Portugal             |            | ASM Clermont         | 2017                    |
| Yacouba Camara          | 3e ligne aile            | 2 juin 1994       | France               |            | Stade toulousain     | 2017                    |
| Martin Devergie         | 3e ligne aile            | 26 juin 1995      | France               | -          | US Colomiers         | 2017                    |
| Louis Picamoles         | 3e ligne centre          | 5 février 1986    | France               |            | Northampton Saints   | 2017                    |
| Kévin Kornath           | 3e ligne centre          | 27 décembre 1996  | France               | -          | FC Grenoble          | 2017                    |
| Caleb Timu              | 3e ligne                 | 22 février 1994   | Australie            |            | Queensland Reds      | 2019                    |
| Lucas de Coninck        | 3e ligne                 | 15 janvier 1996   | Belgique             |            | Biarritz olympique   | 2019                    |
| Benoît Paillaugue       | Demi de mêlée            | 17 novembre 1987  | France               | -          | FC Auch              | 2009                    |
| Enzo Sanga              | Demi de mêlée            | 19 mai 1995       | France               | -          | ASM Clermont         | 2017                    |
| Gela Aprasidze          | Demi de mêlée            | 14 janvier 1998   | Géorgie              |            | Lelo Saracens        | 2017                    |
| Kahn Fotuali'i          | Demi de mêlée            | 22 mai 1982       | Samoa                |            | Bath                 | 2019                    |
| Aaron Cruden            | Demi d'ouverture         | 8 janvier 1989    | Nouvelle-Zélande     |            | Chiefs               | 2017                    |
| Thomas Darmon           | Demi d'ouverture         | 12 mai 1998       | France               | -          | Formé au club        | 2017                    |
| Handre Pollard          | Demi d'ouverture         | 11 mars 1994      | Afrique du Sud       |            | Bulls                | 2019                    |
| Yvan Reilhac            | Centre                   | 9 juin 1995       | France               | -          | Formé au club        | 2015                    |
| François Steyn          | Centre, Demi d'ouverture | 14 mai 1987       | Afrique du Sud       |            | Toshiba Brave Lupus  | 2016                    |
| Vincent Martin          | Centre, ailier           | 4 septembre 1992  | France               | -          | US Oyonnax           | 2016                    |
| Arthur Vincent          | Centre, Demi d'ouverture | 30 septembre 1999 | France               | -          | Formé au club        | 2017                    |
| Jan Serfontein          | Centre                   | 15 avril 1993     | Afrique du Sud       |            | Bulls                | 2017                    |
| Timoci Nagusa           | Ailier, centre           | 14 juillet 1987   | Fidji                |            | Ulster               | 2010                    |
| Nemani Nadolo           | Ailier                   | 31 janvier 1988   | Fidji                |            | Crusaders            | 2016                    |
| Gabriel N'Gandebe       | Ailier                   | 30 mars 1997      | France               | -          | RC Massy Essonne     | 2017                    |
| Chris Kuridrani         | Ailier                   | 12 décembre 1991  | Australie            |            | Japon Honda Heat     | 2019                    |
| Benjamin Fall           | Arrière, ailier          | 3 mars 1989       | France               |            | Racing Métro 92      | 2014                    |
| Henry Immelman          | Arrière, centre          | 26 mai 1995       | Afrique du Sud       | -          | Free State Cheetahs  | 2016                    |
| Johan Goosen            | arrière                  | 27 juillet 1992   | Afrique du Sud       |            | Cheetahs             | 2018                    |
| Anthony Bouthier        | Arrière                  | 19 juin 1992      | France               |            | RC Vannes            | 2019                    |

## Calendrier et résultats

### Top 14
| - Castres olympique - Montpellier HR : 26-25 - Montpellier HR - Section paloise : 43-22 - Montpellier HR - Stade rochelais : 30-16 - SU Agen - Montpellier HR : 29-10 - Montpellier HR - Union Bordeaux Bègles : 17-17 - ASM Clermont - Montpellier HR : 20-13 - Aviron bayonnais - Montpellier HR : 28-24 - Montpellier HR - Stade toulousain : 33-22 - RC Toulon - Montpellier HR : 19-19 - Montpellier HR - Lyon OU : 33-8 - Racing 92 - Montpellier HR : 29-25 - Montpellier HR - Stade français : 20-20 - Montpellier HR - CA Brive : 29-26 | - Montpellier HR - Castres olympique : N'a pas été joué - Section paloise - Montpellier HR : 19-15 - Stade rochelais - Montpellier HR : 35-30 - Montpellier HR - SU Agen : N'a pas été joué - Union Bordeaux Bègles - Montpellier HR : N'a pas été joué - Montpellier HR - ASM Clermont : N'a pas été joué - Montpellier HR - Aviron bayonnais : 31-29 - Stade toulousain - Montpellier HR : 25-7 - Montpellier HR - RC Toulon : N'a pas été joué - Lyon OU - Montpellier HR : N'a pas été joué - Montpellier HR - Racing 92 : N'a pas été joué - Stade français - Montpellier HR : N'a pas été joué - CA Brive - Montpellier HR : N'a pas été joué |

#### Phase qualificative: classement final au 1er mars 2020
| Rang | Club                  | J  | V  | N | D  | Bo | Bd | Pm  | Pe  | Diff | Pts |
| ---- | --------------------- | -- | -- | - | -- | -- | -- | --- | --- | ---- | --- |
| 1    | Union Bordeaux Bègles | 17 | 13 | 1 | 3  | 6  | 1  | 475 | 317 | +158 | 61  |
| 2    | Lyon OU               | 17 | 12 | 0 | 5  | 5  | 0  | 463 | 304 | +159 | 53  |
| 3    | Racing 92             | 17 | 9  | 1 | 7  | 5  | 3  | 451 | 324 | +127 | 46  |
| 4    | RC Toulon             | 17 | 9  | 2 | 6  | 3  | 1  | 386 | 334 | +52  | 44  |
| 5    | Stade rochelais       | 17 | 9  | 0 | 8  | 3  | 3  | 370 | 377 | -7   | 42  |
| 6    | ASM Clermont          | 17 | 10 | 0 | 7  | 1  | 0  | 423 | 415 | +8   | 41  |
| 7    | Stade toulousain (T)  | 17 | 8  | 1 | 8  | 4  | 2  | 368 | 331 | +37  | 40  |
| 8    | Montpellier HR        | 17 | 6  | 3 | 8  | 2  | 5  | 404 | 390 | +14  | 37  |
| 9    | Aviron bayonnais (P)  | 17 | 7  | 1 | 9  | 0  | 3  | 327 | 409 | -82  | 33  |
| 10   | Castres olympique     | 17 | 7  | 0 | 10 | 3  | 2  | 392 | 460 | -68  | 33  |
| 11   | CA Brive (P)          | 17 | 7  | 1 | 9  | 1  | 2  | 364 | 439 | -75  | 33  |
| 12   | Section paloise       | 17 | 6  | 0 | 11 | 0  | 4  | 334 | 414 | -80  | 28  |
| 13   | SU Agen               | 17 | 5  | 1 | 11 | 0  | 4  | 323 | 404 | -81  | 26  |
| 14   | Stade français Paris  | 17 | 5  | 1 | 11 | 0  | 3  | 328 | 488 | -160 | 25  |

### Coupe d'Europe
Dans la Coupe d'Europe le Montpellier HR, fait partie de la poule 5 et est opposé aux Anglais de Gloucester RFC, aux Irlandais de Connacht et aux Français du Stade toulousain.
| - Connacht - Montpellier HR : 23-20 - Montpellier HR - Gloucester RFC : 30-27 - Stade toulousain - Montpellier HR : 23-9 | - Montpellier HR - Stade toulousain : 18-26 - Gloucester RFC - Montpellier HR : 29-6 - Montpellier HR - Connacht : 35-29 |

Avec 2 victoires et 4 défaites, le Montpellier HR termine 3e de la poule 5 et n'est pas qualifié pour les quarts de finale.

| Rang | Équipe           | J | V | N | D | Em | Ee | Bo | Bd | Pm  | Pe  | Diff | Pts |
| ---- | ---------------- | - | - | - | - | -- | -- | -- | -- | --- | --- | ---- | --- |
| 1    | Stade toulousain | 6 | 6 | 0 | 0 | 19 | 9  | 3  | 0  | 162 | 85  | +77  | 27  |
| 2    | Gloucester RFC   | 6 | 2 | 0 | 4 | 19 | 14 | 3  | 3  | 140 | 140 | 0    | 14  |
| 3    | Montpellier HR   | 6 | 2 | 0 | 4 | 12 | 20 | 1  | 1  | 118 | 157 | -39  | 10  |
| 4    | Connacht         | 6 | 2 | 0 | 4 | 15 | 22 | 1  | 1  | 120 | 158 | -38  | 10  |

## Statistiques

### Championnat de France
Meilleurs réalisateurs
| Rang | Joueur | Poste | Points | Essais | Transf. | Pén. | Drops |
| ---- | ------ | ----- | ------ | ------ | ------- | ---- | ----- |
| 1    | -      | -     | -      | -      | -       | -    | -     |
| 2    | -      | -     | -      | -      | -       | -    | -     |
| 3    | -      | -     | -      | -      | -       | -    | -     |

Meilleurs marqueurs
| Rang | Joueur | Poste | Essais |
| ---- | ------ | ----- | ------ |
| 1    | -      | -     | -      |
| 2    | -      | -     | -      |
| 3    | -      | -     | -      |
| 4    | -      | -     | -      |
| 5    | -      | -     | -      |

### Coupe d'Europe
Meilleurs réalisateurs
| Rang | Joueur | Poste | Points | Essais | Transf. | Pén. | Drops |
| ---- | ------ | ----- | ------ | ------ | ------- | ---- | ----- |
| 1    | -      | -     | -      | -      | -       | -    | -     |
| 2    | -      | -     | -      | -      | -       | -    | -     |
| 3    | -      | -     | -      | -      | -       | -    | -     |

Meilleurs marqueurs
| Rang | Joueur | Poste | Essais |
| ---- | ------ | ----- | ------ |
| 1    | -      | -     | -      |
| 2    | -      | -     | -      |
| 3    | -      | -     | -      |
| 4    | -      | -     | -      |
| 5    | -      | -     | -      |